# Wyeomyia pseudorobusta
Wyeomyia pseudorobusta is een muggensoort uit de familie van de steekmuggen (Culicidae). De wetenschappelijke naam van de soort is voor het eerst geldig gepubliceerd in 1975 door Pajot & Fauran.